# Kortfladaholmarna
Kortfladaholmarna är en ö i Finland. Den ligger i Skärgårdshavet och i kommunen Kimitoön i den ekonomiska regionen  Åboland i landskapet Egentliga Finland, i den sydvästra delen av landet. Ön ligger omkring 57 kilometer sydöst om Åbo och omkring 120 kilometer väster om Helsingfors.
Öns area är 4 hektar och dess största längd är 370 meter i sydväst-nordöstlig riktning.